# Venezuelana absonustarsalis
Venezuelana absonustarsalis is een hooiwagen uit de familie Zalmoxioidae.